# Prachya Fudsuparp
Prachya Fudsuparp (thailändisch ปราชญา ฝัดสุภาพ; * 28. August 2002) ist ein thailändischer Fußballspieler.

## Karriere
Prachya Fudsuparp von 2021 bis Mitte September 2022 bei Muangthong United unter Vertrag. Der Verein aus Pak Kret spielte in der ersten Liga, der Thai League. Von Mitte September 2021 bis April 2022 wurde er an den Drittligisten Ayutthaya FC ausgeliehen. Mit dem Verein aus Ayutthaya spielte er in der Western Region der Liga. Nach der Ausleihe kehrte er zu Muangthong zurück. Hier wurde sein Vertrag nicht verlängert. Die Saison 2022/23 stand er beim Drittligisten Nan FC unter Vertrag. Mit dem Verein aus Nan spielte er 21-mal in der Northern Region der Liga. Anfang August 2023 wechselte er zum Zweitligaaufsteiger Chanthaburi FC. Sein Zweitligadebüt für den Verein aus Chanthaburi gab Prachya Fudsuparp am 7. Oktober 2023 (8. Spieltag) im Auswärtsspiel gegen den Kasetsart FC. Bei dem 1:1-Unentschieden wurde er in der 90.+1 Minute für Yannarit Sukcharoen eingewechselt. Für Chanthaburi bestritt er bis Dezember 2023 vier Zweitligaspiele. Anfang Januar 2024 unterschrieb er in Kanchanaburi einen Vertrag beim ebenfalls in der zweiten Liga spielenden Dragon Pathumwan Kanchanaburi FC. Am 15. Juni 2024 stand er mit Kanchanaburi im Finale des FA Cup. Das Spiel gegen den Erstligisten Bangkok United verlor man nach Elfmeterschießen. Am Ende der Saison 2024/25 belegte er mit dem Verein den vierten Tabellenplatz und qualifizierte sich somit für die Play-off-Spiele zur ersten Liga. Im Halbfinale konnte man sich gegen den fünftplatzierten Mahasarakham SBT FC durchsetzen. Im Finale traf man auf den Phrae United FC. Das Hinspiel im eigenen Stadion gewann man mit 3:2. Das Rückspiel endete 2:2. Kanchanaburi gewann mit insgesamt 5:4 und stieg somit in die erste Liga auf.

## Erfolge
Dragon Pathumwan Kanchanaburi FC
- Thailändischer Pokalfinalist: 2023/24